# Елецкий Троицкий монастырь
Еле́цкий Тро́ицкий монасты́рь — частично действующий православный мужской монастырь Елецкой епархии Русской православной церкви, расположенный в городе Ельце Липецкой области.

## Расположение и архитектура
Монастырь находится в северо-западной части города, в зоне плотной жилой застройки пересечения улиц Коммунаров и Пирогова. До строительства микрорайона «Новые дома» располагался вне города.
Обитель в годы своего наибольшего расцвета насчитывала: каменную ограду высотой 8,5 метра с четырьмя башнями по углам и 4-х ярусную колокольню с часами, пять каменных церквей, каменный братский корпус, баню, больницу, гостиницу, дома настоятеля и казначея, прачечную, школу, хлебопекарню, и прочие постройки. Ныне уцелели: части восточной с башней, северной с башней и западной стен, братский корпус и пристроенная к нему церковь Пантелеймона, колокольня.

## История
Историю Елецкого Троицкого монастыря можно подразделить на два периода. В первый из них — с 1592 по 1775 годы — деревянная обитель находилась на высоком мысу при впадении реки Ельчик в реку Сосну. После упразднения в царствование императрицы Екатерины Второй монастырь был восстановлен в 1836 году на новом месте — у западной окраины Ельца, на Орловской дороге, — где просуществовал до закрытия после революции.

### Основание и первое закрытие
Первое упоминание Троицкого монастыря в Ельце относится к 1592 году. Деревянная обитель в то время насчитывала не более 25 человек, однако имела достаточно крупные земельные владения с крепостными. В 1630-х годах выше по течению Ельчика, в лесу на так называемой Каменной горе, братия монастыря устроила нечто вроде скита, в котором построена деревянная церковь «во имя Рождества Превсятыя Богородицы Курския». Позднее здесь же построен храм святителя Николая Чудотворца. В скиту в нескольких деревянных кельях жили по два-три монаха, а иногда он совсем пустовал. Именно этот скит в 1680-х годах стал основой новоучреждённому Знаменскому женскому монастырю. Троицкий монастырь в 1691 году имел: стену «в забор», две деревянные церкви: Троицкую и Петропавловскую, колокольню, 10 келий, 12 человек братии и игумен, и слободку под монастырём на реке Быстрая Сосна . 
В первой половине XVIII века монастырь пришёл в упадок. Главной причиной этому потеря монастырём большей части своих владений. В 1764 году монастырь, в соответствии с указом императрицы Екатерины Второй переведён за штат, а в 1775 году поступил указ Воронежской духовной консистории об упразднении мужского монастыря в Ельце. Но некоторое время после этого насельники продолжали оставаться на привычном месте, пока в январе 1776 года не последовал другой указ о немедленном переводе братии в Лебедянь. Каменная надвратная колокольня и деревянные храмы сохранялись некоторое время после упразднения, но затем были разобраны.

### Возрождение
Ельчане в начале XIX века начали хлопотать о восстановлении Троицкой обители. Первым из них стал Елецкий городской голова купец первой гильдии Иван Васильевич Шапошников, рассчитывавший восстановить обитель на западной окраине города. В феврале 1820 года было подано прошение о переведении пришедшего в упадок и упраздняемого Брянского Петропавловского монастыря в Елец. Шапошников обещал построить для обители каменный Троицкий храм, пожертвовать колокол и выделить из собственных средств 30 тысяч рублей на строительство. После смерти Шапошникова в 1824 году, его дело завершила супруга Евдокия Фёдоровна. Новый монастырь предполагалось сделать штатным третьеклассным. За долгие годы согласований в 1830 году началась активная фаза строительства. К началу мая 1836 года все отделочные работы были завершены, и братия прибыла в новый монастырь. 5 сентября 1836 года Троицкий собор и все монастырские постройки были освящены «при стечении большого количества богомольцев, граждан и гостей города». Комплекс Троицкого монастыря представлял в плане правильный прямоугольник со стенами в 8,5 метра, четырьмя круглыми башнями по углам и трёхъярусной колокольней с воротами в середине северной стороны. Поставленная в одной из самых высоких точек города, эта колокольня была увенчана высоким шпилем, видимым с дальних участков дорог, ведущих в Елец. Все постройки монастыря того времени были выполнены в стиле позднего русского классицизма. Монументальная и величественная колокольня выстроена в строгой геометрической форме, разбавляемой лишь циферблатом часов на втором ярусе и тонким шпилем на куполе. В первый год существования обители кроме настоятеля числилось 12 человек братии.
В 1850 году было принято решение о строительстве второй тёплой церкви в монастыре. Проект составлен архитектором Померанцевым, а в октябре того же года был утверждён. Строительство нового храма началось в 1852 году под руководством и наблюдением городского архитектора Никиты Ефимова. Но при окончании возведения кладки здания в 1856 году в столбах пошли трещины, а в июне следующего года здание обрушилось. Новый проект был составлен и принят в январе 1860 года. И в сентябре 1870 года обитель обрела долгожданный пятиглавый тёплый каменный храм Тихвинской иконы Божией Матери. В эти же годы в монастыре были построены и освящены: в 1871 году — церковь во имя святителя Тихона Задонского, в 1874 году — храм святого Пантелеймона при трапезной, и в том же 1874 году — храм-усыпальница во имя святых Косьмы и Дамиана.
В начале XX столетия Елецкий Троицкий монастырь представлял собой крупный архитектурный комплекс и один из значимых духовных центров города, в том числе как резиденция елецких епископов. Также в эти годы кроме пяти церквей, монастырь обладал: братским каменным двухэтажным корпусом, деревянным домом настоятеля, двухэтажной кирпичной сторожкой, каменной трёхъярусной колокольней, кирпичной хлебопекарней, деревянным домом отца Иоанна Жданова (перенесён в монастырь из города), кирпичной баней, просфорней, ледником, хлебным амбаром, канюшней, дворницкой, сараем, церковно-приходской школой, домом псаломников, монастырским кладбищем, фруктовым садом (за стеной с западной стороны), несколькими лавками в центре города, монастырской гостиницей, хутором с более чем 150 гектарами земли.

### Революция и Советская Россия
В 1919 году монастырь был закрыт, часть его помещений передали пролетарской коммуне. Коммунары, поселившиеся в монастырь, начали выживать монашествующих, и глумится над чувствами верующих — на монастырских кладбищах поломали памятники, в колокольне устроили отхожее место. 
Троицкий монастырь «помимо своей воли» стал участником военных действии в конца августа 1919 года, связанных с захватом Ельца войсками генерала Мамонтова. С монастырской колокольни коммунары обстреляли белоказаков, при этом убили двоих. Затем захватившие город мамонтовцы расстреляли у стен монастыря нескольких коммунаров, в честь которых была названа улица, проходящая мимо монастыря. 
В 1920 году всех монахов «разогнали», Тихвинский храм передали коммуне для организации в нем школы. Часть монастырской утвари передали Вознесенскому собору, а некоторые иконы поступили в елецкий музей. В последующие годы шло разрушение монастырских храмов, для кирпича, использованного под строительство молочной фермы и скотного двора. После войны сохранившиеся строения бывшего монастыря принадлежали коммуне отделения Родина совхоза «Елецкий». В октябре 1963 года все монастырские постройки были переданы тресту «Елецстрой». Вскоре после этого были окончательно уничтожены два главных храма Троицкой обители — в 1965 году взорван Троицкий собор, а в 1969 году — Тихвинская церковь. В последующие годы территория монастыря занята автобазой № 4. В сохранившихся по сей день братском корпусе и пристроенной к нему церкви святого Пантелеймона устроены квартиры.

### Наши дни
С 2006 года на территории бывшего монастыря постоянно проживает небольшая община монахов во главе с иеромонахом Феоктистом (Лущенко). Для совершения богослужений общине была передана находящаяся вблизи монастыря Церковь во имя Иоанна Златоуста. В 2008 году часть квартир в бывшем братском корпусе с церковью святого Пантелеймона и колокольней монастыря переданы монашествующим. На окончании колокольни установлен шпиль с крестом. В настоящее время Липецкая и Елецкая епархия ведёт переговоры по передаче всей территории монастыря верующим и переводу автобазы на другую территорию.

## Храмы обители
- Троицкий собор. Первая церковь обители, построена в 1830 году. В 1920-х годах закрыт, а в 1965 году был взорван.
- Церковь Тихвинской иконы Божией Матери. Второй храм монастыря, сразу же задумывался как тёплый. Строительство началось в 1850 году, однако через 6 лет строительства церковь обрушилась. По новому проекту храм был выстроен в конце 1860-х годов, а в 1870 году — освящён. Закрыт в 1920 году, а в 1969 году был взорван.
- Церковь святителя Тихона Задонского. Построена в 1871 году, закрыта и разрушена в 1920-х годах.
- Церковь святого великомученика Пантелеймона. Храм построен в 1874 году, был пристроен к выстроенному годом ранее братскому корпусу. Сразу же после устройства в братском корпусе квартир коммунаров храм был закрыт и превращён в квартиру. Именно это спасло его от участи других храмов монастыря.
- Церковь святых бессребреников Косьмы и Дамиана. Небольшой храм-усыпальница построена в 1874 году на могиле местночтимого подвижника отца Иоанна Жданова. Уничтожена в 1920-х годах.
- Церковь святителя Иоанна Златоуста. Домовой деревянный храм при мужском приюте был построен в 1872 году на средства елецких купцов. Закрытие состоялось сразу после Октябрьской революции. В 1996 году храм передан в ведение РПЦ, а с 2006 года используется монашеской общиной монастыря.

## Настоятели обители
- 1617 — игумен Роман
- 1628 — 1630 — игумен Моисей
- 1636 — 1638 — игумен Авраамий
- 1657 — 1658 — игумен Павел
- 1676 — игумен Евфимий
- 1683 — 1689 — игумен Иосиф
- 1691 — 1702 — игумен Варсонофий
- 1759 — архимандрит Евфимий
- 1764 — архимандрит Гавриил
- 1769 — 1776 — игумен Климент
- 1837 — 1861 — архимандрит Флавиан
- 1861 — 1865 — архимандрит Дионисий
- 1865 — иеромонах Феофан
- 1865 — 1877 — архимандрит Флорентий
- 1877 — 1881 — архимандрит Димитрий
- 1881 — игумен Иосиф
- 1881 — 1893 — архимандрит Авель
- 1893 — 1904 — архимандрит Никодим
- 1904 — 1906 — игумен Димитрий
- 1906 — 1910 — епископ Митрофан (Афонский)
- 1910 — 1914 — епископ Митрофан (Землянский)
- 1914 — 1917 — епископ Павел (Вильковский)
- 1917 — 1919 — епископ Амвросий (Смирнов) — закрытие
- 2006 — н.в. — иеромонах Феоктист (Лущенко) — управляющий делами